# Магнітогорське родовище
Магнітогорське родовище — родовище залізної руди у РФ, у Челябінській області. Засноване на базі покладів гори Магнітної.   
Родовище представлено магнетитами і у незначній кількості мартитами, з вмістом заліза 40 - 59 %, але в середньому 55 - 56 %. Нижні корінні руди містять до 2 % сірки у вигляді сульфідів. Вона видаляється при агломерації. Особливісттю магнітогорської руди є  глиноземиста пуста порода, в якій відношення SiO2:Al2O3 становить  близько 4,0. Запаси родовища становили 450 млн. т, але вже у другій половині 20 століття його було майже випрацьовано. 
Родовище розроблялося з кінця 18 століття, однак найбільше було використано після побудови біля нього Магнітогорського металургійного комбінату. 

## Історія
Наприкінці XVIII ст. купцем Твердишевим і його компаньйоном М’ясниковим була подана заявка в Оренбурзьку губернську канцелярію про відкриття ними родовища магнітного залізняка Гора Магнітна. Імовірно залізну руду тут зустрічали й раніше, оскільки поруч (в 5 км) розташовувалась заснована ще в першій половині XVIII ст. фортеця Орської дистанції поштового тракту, яка мала ту ж саму назву „Магнітна”. Вершини гори Магнітної – Атач, Березова, Дальня, Узянська підносяться над степовою рівниною на висоту до 213 м. Руди родовища залягають на пологих схилах гори, або поблизу її вершин і є відслоненням розмитих виходів магматичних порід. Товщина покладів суцільної руди – у межах 5 – 15 м, а на вершині Узянській сягала 40 м; середній вміст заліза – 55%. У XVIII – XIX ст. була використана лише незначна частина родовища для потреб Бєлорєцького й Узянського заводів. Лише в 30-х роках ХХ ст. тут був збудований завод-гігант (уславлений Магнітогорський металургійний комбінат), який повністю забезпечували рудою з Гори Магнітної.